# Кабо-Верде на летних Олимпийских играх 2012
Кабо-Верде на летних Олимпийских играх 2012 было представлено в двух видах спорта.

## Результаты соревнований

### Дзюдо
Женщины
| Соревнование | Спортсменка      | Предварительный раунд | 1/32               | 1/16                              | Четвертьфиналы     | Полуфиналы         | Финал              | Первый утешительный раунд | Утешительный четвертьфинал | Утешительный полуфинал | За 3 место Финал   |
| Соревнование | Спортсменка      | Соперник Результат    | Соперник Результат | Соперник Результат                | Соперник Результат | Соперник Результат | Соперник Результат | Соперник Результат        | Соперник Результат         | Соперник Результат     | Соперник Результат |
| ------------ | ---------------- | --------------------- | ------------------ | --------------------------------- | ------------------ | ------------------ | ------------------ | ------------------------- | -------------------------- | ---------------------- | ------------------ |
| свыше 78 кг  | Адишангела Мониз |                       |                    | Идалис Ортис (CUB) пор. 0002-0103 | Не прошла          | Не прошла          | Не прошла          | Не прошла                 | Не прошла                  | Не прошла              | Не прошла          |